# Midale
Midale es un pueblo canadiense situado en la provincia de Saskatchewan.

## Superficie
Midale tiene una superficie de 1,62 km².

## Demografía
En 2021, tenía 510 habitantes, una densidad poblacional de 315,3 hab./km², y 259 viviendas.